# Unidad estadística
Una unidad es la abstracción matemática de una "variable aleatoria". Los ejemplos comunes de una unidad serían una sola persona, animal, planta, artículo manufacturado o país que pertenece a una colección más grande de dichas entidades que están siendo estudiadas.

## Tipos
A menudo se hace referencia a las unidades como unidades experimentales, unidades de muestreo o unidades de observación: 
- Una "unidad experimental" se suele considerar como un miembro de un conjunto de objetos que inicialmente son equivalentes, y cada objeto se somete a uno de varios tratamientos experimentales. En pocas palabras, es la entidad más pequeña a la que se aplica un tratamiento.
- Una "unidad de muestreo" se suele considerar como un objeto que se ha muestreado de una población estadística. Este término se usa comúnmente en encuestas de opinión y muestreo de encuestas.

Por ejemplo, en un experimento sobre métodos educativos, los métodos pueden aplicarse a las aulas. Esto indicaría el aula como la unidad experimental. Las mediciones del progreso se pueden obtener en estudiantes individuales, como unidades de observación. Pero el tratamiento (método de enseñanza) que se aplica a la clase no se aplicaría de forma independiente a los estudiantes individuales. Por lo tanto, el estudiante no puede ser considerado como la unidad experimental. La clase, o la combinación del maestro por método si el maestro tuviera varias clases, sería la unidad experimental apropiada. 
En la mayoría de los estudios estadísticos, el objetivo es generalizar de las unidades observadas a un conjunto más grande que consiste en todas las unidades comparables que existen pero que no se observan directamente. Por ejemplo, si muestreamos aleatoriamente a 100 personas y les preguntamos a qué candidato votarán en una elección, nuestro interés principal es el comportamiento de voto de todos los votantes elegibles, no exclusivamente de las 100 unidades observadas. 
En algunos casos, las unidades observadas pueden no formar una muestra de una población significativa, sino constituir una muestra de conveniencia, o pueden representar la población de interés en su totalidad. En esta situación, podemos estudiar las unidades de forma descriptiva, o podemos estudiar su dinámica a lolargo del tiempo. Pero típicamente no tiene sentido hablar de generalizar a una población más grande de tales unidades. Los estudios que involucran países o empresas comerciales son a menudo de este tipo. Los ensayos clínicos también suelen utilizar muestras de conveniencia, sin embargo, con frecuencia el objetivo es hacer inferencias sobre la eficacia de los tratamientos en otros pacientes, y dados los criterios de inclusión y exclusión para algunos ensayos clínicos, la muestra puede no ser representativa de la mayoría de los pacientes con condición o enfermedad 
En conjuntos de datos simples, las unidades están en una correspondencia uno a uno con los valores de los datos. En conjuntos de datos más complejos, se realizan múltiples mediciones para cada unidad. Por ejemplo, si las mediciones de presión arterial se realizan diariamente durante una semana en cada sujeto de un estudio, habría siete valores de datos para cada unidad estadística. Las mediciones múltiples tomadas en un individuo no son independientes (serán más parecidas en comparación con las mediciones tomadas en diferentes individuos). Ignorar estas dependencias durante el análisis puede llevar a un tamaño de muestra inflado o una pseudoreplicación. 
Si bien una unidad es a menudo el nivel más bajo en el que se realizan las observaciones, en algunos casos, una unidad puede descomponerse aún más como un conjunto estadístico. 
Muchos análisis estadísticos utilizan datos cuantitativos que tienen unidades de medida. Este es un uso distinto y no superpuesto del término "unidad". 
Las unidades estadísticas se dividen en dos son: 
- Unidad de colección: unidades en las que las cifras relacionadas con un problema particular se enumeran o estiman. Las unidades de colección pueden ser simples o compuestas. Una unidad simple es aquella que representa una condición única sin ninguna calificación. Una unidad compuesta es una unidad se forma agregando una palabra o frase de calificación a una unidad simple. Ejemplo: horas de trabajo y pasajeros-kilómetro.

- Unidad de análisis e interpretación: unidad de análisis e interpretación son aquellas en términos de las cuales se analizan e interpretan los datos estadísticos. Ejemplo: ratios, porcentaje, coeficiente, etc.

### Diseño de experimentos
- Bailey, R. A (2008). Design of Comparative Experiments. Cambridge University Press. ISBN 978-0-521-68357-9. Pre-publication chapters are available on-line.
- Hinkelmann, Klaus and Kempthorne, Oscar (2008). Design and Analysis of Experiments, Volume I: Introduction to Experimental Design (Second edición). Wiley. ISBN 978-0-471-72756-9.

### Muestreo
- Cochran, William G. (1977). Sampling Techniques (Third edición). Wiley. ISBN 0-471-16240-X.
- Särndal, Carl-Erik, and Swensson, Bengt, and Wretman, Jan (1992). Model Assisted Survey Sampling. Springer-Verlag. ISBN 0-387-40620-4.

- Datos: Q3409269